# پایین هلوسرا
پایین هلوسرا، روستایی از توابع بخش رانکوه شهرستان املش در استان گیلان ایران است.

## جمعیت
این روستا در دهستان شبخوس‌لات قرار دارد و براساس سرشماری مرکز آمار ایران در سال ۱۳۸۵، جمعیت آن ۷۰۱ نفر (۱۷۷خانوار) بوده‌است.